# 三好市立吾橋小学校
三好市立吾橋小学校（みよししりつ あわししょうがっこう）は、徳島県三好市西祖谷山村下吾橋にある公立小学校。

## 基礎データ
全校生徒数
- 13人（2014年度）[1][2]

## 概要
旧・西祖谷山村には他にも三好市立檪生小学校がある。かつては、三好市立善徳小学校、三好市立西岡小学校もあった。卒業後は三好市立西祖谷中学校へ進学する。

## 沿革
- 1874年（明治7年） - 吾橋名　喜多勇氏宅に吾橋小学校開設。
- 2006年（平成18年） - 町村合併のため三好市立吾橋小学校となる。
- 2022年（令和4年） - 休校。

## 校歌
- 作詞: 谷口銃雄
- 作曲: 旭野八洲夫

## クラブ活動
- 俳句[2]

## 関連学校
- 三好市立西祖谷中学校

## 通学区域が隣接している学校
2021年度当時のもの。
- 三好市立檪生小学校
- 三好市立下名小学校